# Sonic Adventure 2
Sonic Adventure 2 (japanska: ソニックアドベンチャー2 Hepburn: Sonikku Adobenchā Tsū?) från 2001 är den andra delen i Sonic Adventure-serien, utvecklat av Sega-studion Sonic Team för Sega Dreamcast.

## Spelsystemet
I spelet kan man välja att tillhöra två olika sidor, Hero eller Dark. Om man väljer att spela som Hero får man spela som  Sonic the Hedgehog,  Miles "Tails" Prower och Knuckles the Echidna. Väljer man att spela för Dark får man spela som Shadow the Hedgehog, Dr. Eggman och Rouge the Bat. Spelets story fokuserar på att de två sidorna möts gång på gång mellan nivåer och har banor som utspelas nära karaktärer på andra sidans nivåer. 

## Banor
Beroende om man väljer att spela för Hero eller Dark så får man spela olika banor (karaktär som man spelar som i banan inom parentes).

### Hero
- City Escape (Sonic)
- Boss: F-6t Big Foot (Sonic)
- Wild Canyon (Knuckles)
- Boss: Dr. Eggman (Tails)
- Prison Lane (Tails)
- Metal Harbor (Sonic)
- Boss: Shadow (Sonic)
- Green Forest (Sonic)
- Pumpkin Hill (Knuckles)
- Mission Street (Tails)
- Aquatic Mine (Knuckles)
- Route 101 (Tails)
- Hidden Base (Tails)
- Pyramid Cave (Sonic)
- Death Chamber (Knuckles)
- Boss: King Boom Boo (Knuckles)
- Boss: Egg Golem (Sonic)
- Eternal Engine (Tails)
- Meteor Herd (Knuckles)
- Boss: Rouge (Knuckles)
- Crazy Gadget (Sonic)
- Boss: Dr. Eggman (Tails)
- Final Rush (Sonic)
- Sista Bossen: Shadow (Sonic)

### Dark
- Iron Gate (Dr. Eggman)
- Boss: B-3x Hot Shot (Shadow)
- Dry Lagoon (Rouge)
- Sand Ocean (Dr. Eggman)
- Radical Highway (Shadow)
- Egg Quarters (Rouge)
- Lost Colony (Dr. Eggman)
- Weapons Bed (Dr. Eggman)
- Boss: Tails (Dr. Eggman)
- Security Hall (Rouge)
- Boss: R-1/A Flying Dog (Rouge)
- White Jungle (Shadow)
- Boss: Sonic (Shadow)
- Route 280 (Rouge)
- Sky Rail (Shadow)
- Boss: Egg Golem (Dr. Eggman)
- Mad Space (Rouge)
- Boss: Knuckles (Rouge)
- Cosmic Wall (Dr. Eggman)
- Boss: Tails (Dr. Eggman)
- Final Chase (Shadow)
- Sista Bossen: Sonic (Shadow)

### Last
När man klarat de båda sidornas kampanjer låser man upp sista kapitlet, Last, där man får spela som samtliga spelbara karaktärer. Sista bossen kommer upp här, och för att stoppa den så transformerar Sonic och Shadow till sina superformer.
- Cannon's Core (I ordning: Tails, Dr. Eggman, Rouge, Knuckles, Sonic)
- Boss: Biolizard (Shadow)
- Sista bossen: Finalhazard (Super Sonic och Super Shadow)

## Sonic Adventure 2:10th Anniversary Birthday pack
Sonic Adventure 2:10th Anniversary Birthday pack är en specialutgåva av Sonic Adventure 2. Denna specialutgåva såldes endast två dagar i Japan på releasen i juni 2001.